# Helmut Rahn
Helmut Rahn (16. august 1929 – 14. august 2003) var en tysk fodboldspiller, der som angriber på det vesttyske landshold var med til at vinde guld ved VM i 1954 i Schweiz, efter den sensationelle 3-2 sejr i finalen over storfavoritterne fra Ungarn, hvor han fik en hovedrolle. Her scorede han, efter at ungarerne tidligt havde bragt sig foran 2-0 og Max Morlock havde reduceret, de tyske mål til 2-2 og 3-2, og blev dermed finalens matchvinder. Målene gav ham legendestatus i hele Tyskland. I alt spillede han fire af tyskernes seks kampe i turneringen.
Rahn nåede i alt, mellem 1951 og 1960, at spille 40 landkampe og score 21 mål. Han deltog også ved VM i 1958 i Sverige.
Rahn var på klubplan primært tilknyttet Rot-Weiss Essen i sin hjemby, hvor han spillede i otte sæsoner. Han blev tysk mester med holdet i 1955 og DFB-Pokalvinder i 1953.